# Aderus arcuaticeps
Aderus arcuaticeps (incertae sedis) là một loài bọ cánh cứng trong họ Aderidae. Loài này được Pic mô tả khoa học năm 1912.